# Haykashen
Haykashen (armensk: Հայկաշեն, også romaniseret som Aykashen og Haikashen; indtil 1967, Gharashirin, Gharabasar, og Kargabazar) er en by i Armavir-provinsen i Armenien. Borgmesteren, Bagrat Hovhannisyan (HHK) blev valgt ind i 2008.